# Utah Beach

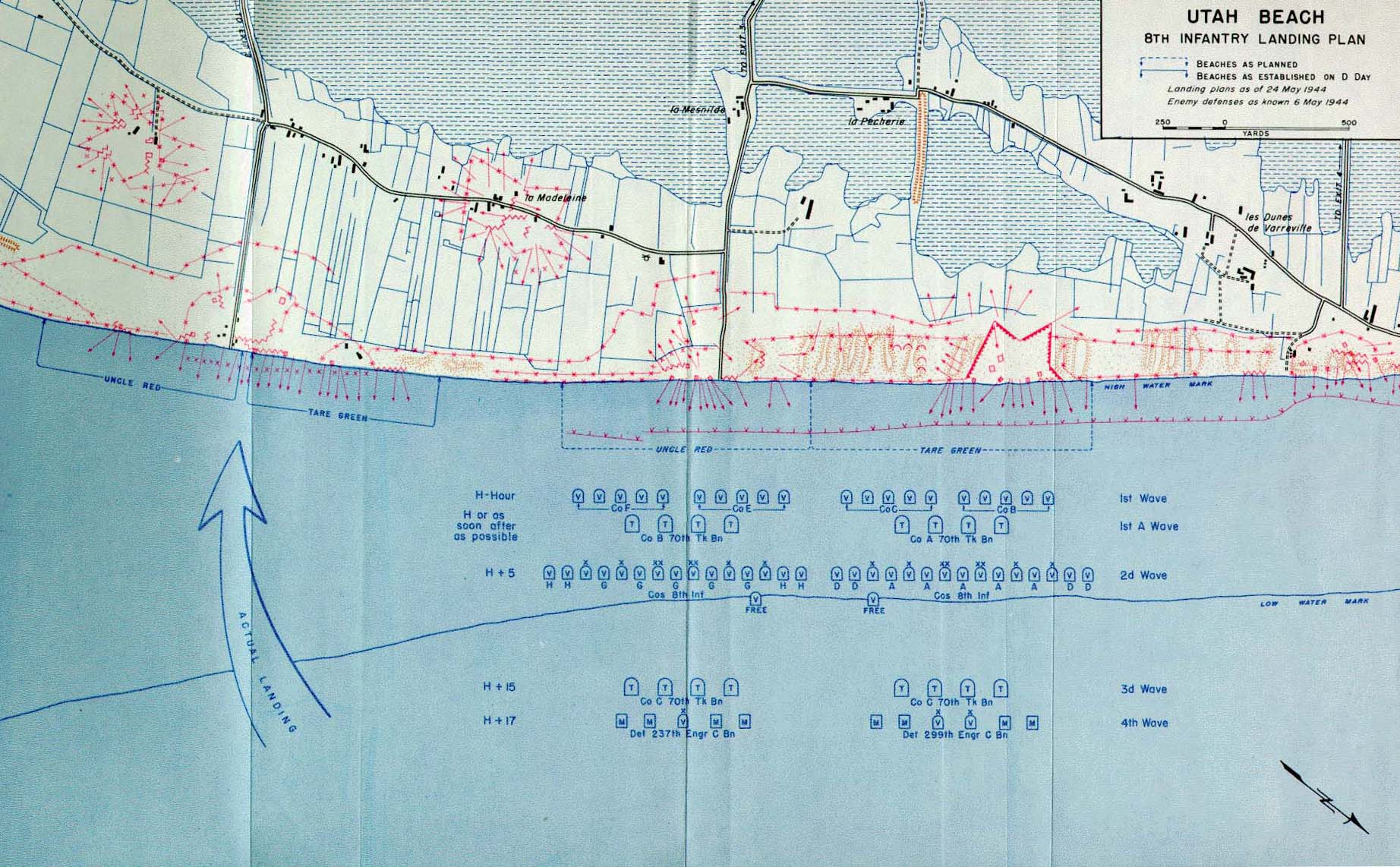
Der Landungsplan für Utah Beach

Utah Beach war bei der Landung der Alliierten in der Normandie im Zweiten Weltkrieg der Deckname für einen französischen Küstenabschnitt von knapp fünf Kilometern Länge zwischen Pouppeville und La Madeleine am Fuß der Halbinsel Cotentin, in der Landschaft Plain, im Département Manche. Es war der am weitesten westlich gelegene Landungsabschnitt, in dessen Gebiet nach den ersten Planungen kein Landungsangriff vorgesehen war. Da die Alliierten jedoch möglichst schnell nach dem Beginn der Landung einen Tiefwasserhafen benötigten – und Cherbourg an der Nordspitze der Halbinsel am geeignetsten erschien –, wurde Utah Beach in den Invasionsplan aufgenommen. Die nächstfolgenden Landungsabschnitte waren Omaha-, Gold-, Juno- und Sword-Beach sowie die Geschützstellung Pointe du Hoc.
Die Verteidigung der Küste unterstand auf deutscher Seite dem rund 50 Kilometer breiten „Verteidigungsbereich Bayeux“ (Hauptstoßrichtung), der östlich an die Vire-Mündung angrenzte und sich bis knapp östlich von Arromanches-les-Bains im Osten erstreckte, der deutschen 352. Infanterie-Division unter Generalleutnant Dietrich Kraiss und weiteren Marine- und Luftwaffeneinheiten. Westlich daran schloss sich unter Generalleutnant Karl-Wilhelm von Schlieben (Cherbourg) der zu verteidigende Bereich der 709. Division mit dem Angriffsabschnitt Utah Beach an.

## Planung

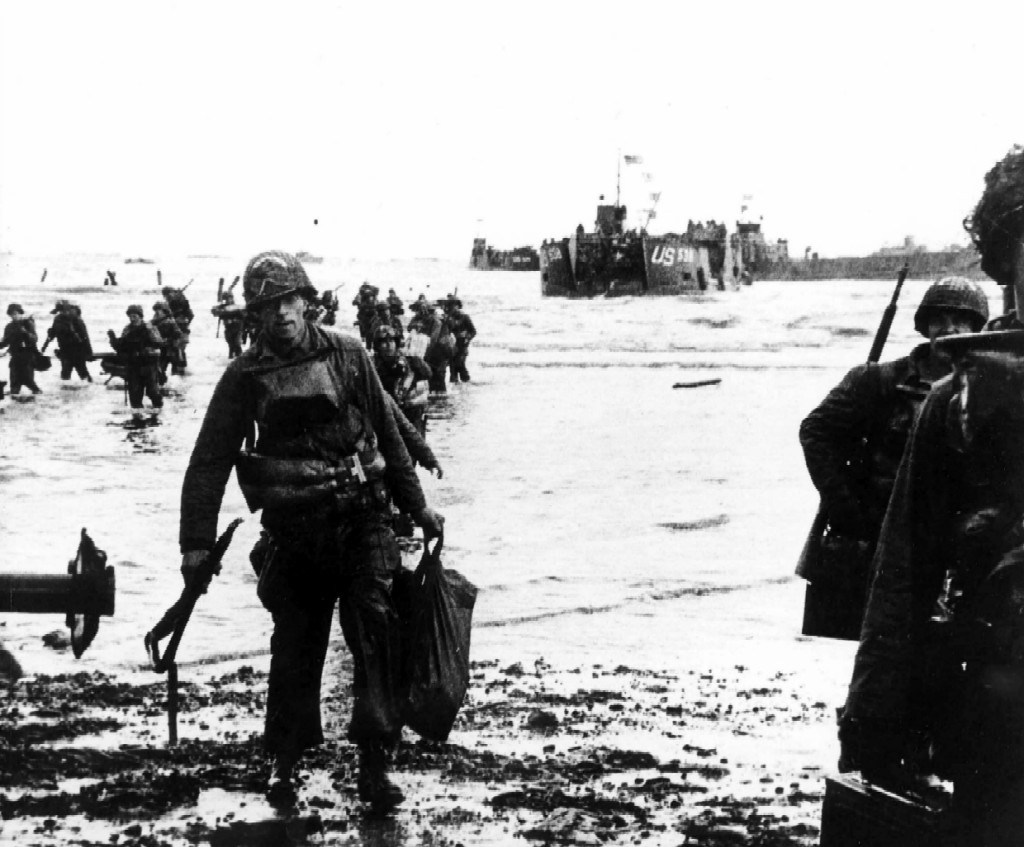
Landung am Utah Beach

In der Nacht vor der Landung wurden im Hinterland von Utah Beach Einheiten der 82. und 101st Airborne Division (101. US-Luftlandedivision) zur Flankensicherung der Landungsstrände abgesetzt. Die erste Phase der Landung auf Utah Beach umfasste vier Wellen. Mit der ersten Welle sollten in insgesamt 20 Landungsbooten, die mit je einem 30 Mann starken Kampfteam des 8. Infanterieregiments der 4. US-Infanteriedivision besetzt waren, zwei Landeköpfe etabliert werden. Die zehn Boote der rechten Flanke hatten die Aufgabe, den Strandabschnitt Tare Green zu nehmen, der genau gegenüber dem starken deutschen Verteidigungsbereich in den Dünen bei Vareville liegen sollte. Die Boote der linken Flanke waren für den Strandabschnitt Uncle Red vorgesehen, der rund 900 m weiter südlich lag.
Die komplette Operation baute auf der ersten Landungswelle auf, die für 6:30 Uhr am Morgen vorgesehen war. Etwa zur gleichen Zeit sollten auch acht mit je vier Schwimmpanzern bestückte Landungsboote auf den Weg geschickt werden.
Die zweite Welle bestand laut Plan aus weiteren 32 Landungsbooten mit Kampfgruppen, Pionieren und Sprengkommandos, die die Unterwasserhindernisse beseitigen sollten.
Nach weiteren 15 Minuten sollte die dritte Welle mit Panzern an Land gehen. Ihr sollte unmittelbar die vierte Angriffswelle folgen, die aus zwei Pionier-Bataillonen bestand. Deren Aufgabe war die Säuberung des Strands von Verhauen und Minen bis zur Hochwasserlinie.

## D-Day

### Vorbereitung der Landung
Vor dem Beginn der Landung am D-Day, dem 6. Juni 1944, erfolgte eine massive Bombardierung der deutschen Küstenstellungen durch Schiffsartillerie und Luftangriffe. Um 5:30 Uhr – eine Stunde vor dem Landungsbeginn – begannen amerikanische und britische Schlachtschiffe, Kreuzer und Zerstörer sowie das niederländische Kanonenboot Soemba mit dem Beschuss der deutschen Küstenbefestigungen und Artilleriestellungen. Zu den Schiffen gehörte unter anderem das Schlachtschiff Nevada, das beim japanischen Angriff auf Pearl Harbor schwer beschädigt worden war. Um 6:00 Uhr griffen 269 Mittelstreckenbomber vom Typ B-26 Marauder sieben deutsche Verteidigungsstellungen mit insgesamt 4.404 Bomben an.
Durch den Beschuss von Utah Beach wurden – anders als auf Omaha Beach – viele der deutschen Verteidigungsstellungen zerstört oder schwer beschädigt. Zudem waren viele der überlebenden Verteidiger durch das einstündige Bombardement so stark mitgenommen, dass sie keinen ernsthaften Widerstand leisten konnten.
Zwei Stunden vor dem Beginn der Landung besetzten Einheiten der 4. und der 24. US-Kavallerie-Schwadron die – dem Utah Beach vorgelagerten – Saint-Marcouf-Inseln, auf denen ein deutscher Vorposten vermutet wurde. Entgegen den Erwartungen fanden die Angreifer keine deutschen Truppen vor, erlitten durch Minen jedoch trotzdem einige Verluste. Bis 5:30 Uhr waren die beiden Inseln vollständig in alliierter Hand. Vor dem Beginn des Angriffs auf die Inseln ging ein Voraustrupp von vier nur mit Messern bewaffneten Männern an Land, um die Landungszonen zu markieren. Diese Männer waren wahrscheinlich die ersten alliierten Soldaten, die am 6. Juni 1944 von See aus französischen Boden betraten.

### H-Hour
Kurz vor 6:30 Uhr näherten sich die ersten Sturmtruppen mit 20 Booten dem Südrand von Utah Beach. Als sie noch 250 bis 350 Meter von der Küste entfernt waren, wurden auf den Booten Rauchsignale abgefeuert, um den Marineeinheiten zu signalisieren, den Beschuss des Strandes einzustellen. Die 300 Mann des 2. Bataillons des 8. Infanterieregiments erreichten um 6:31 Uhr als erste die Küste, wobei sie die letzten 100 Meter bis zum Strand im Wasser laufend zurücklegen mussten. Nördlich davon ging kurze Zeit später auch das 1. Bataillon an Land.

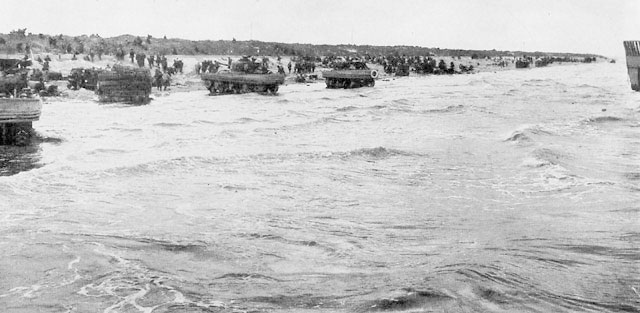
Schwimmpanzer rollen an den Strand

Einige Minuten darauf erreichten auch 28 der 32 schwimmfähigen Sherman-DD-Panzer des 70. US-Panzer-Bataillons die Küste und nahmen die verbliebenen deutschen Verteidigungsstellungen unter Beschuss. Vier Panzer gingen verloren, als ihr Landungsfahrzeug auf eine Mine lief und sank. Die effektive Panzerunterstützung der ersten Landungswelle war ein weiterer bedeutender Unterschied zu der Landung auf Omaha Beach und trug ebenfalls dazu bei, hier die alliierten Verluste gering zu halten. Anders als am Omaha Beach wurden die Panzer nur drei Kilometer vor der Küste von den Landungsbooten ausgesetzt und kamen mit dem ruhigeren Seegang in Küstennähe problemlos zurecht.
Zu dieser Zeit begannen Pioniere und Spezialeinheiten der Marine, Utah Beach von Minen und Strandhindernissen zu säubern, damit die nachfolgenden Einheiten gefahrlos und ohne Verzögerung landen und ins Landesinnere vorstoßen konnten.
Die erste Welle ging jedoch 1800 Meter südlich des geplanten Landeabschnitts an Land. Dies war die Folge einer starken seitlichen Strömung, welche die Landungsboote nach Süden abdrängte. Da die Küste infolge des vorangegangenen Beschusses von Rauchwolken verdeckt war, fehlten den Besatzungen der Landungsboote Orientierungspunkte für eine Kurskorrektur.

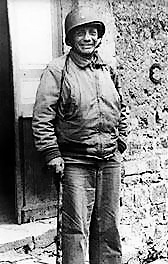
Brigadegeneral Theodore Roosevelt, Jr.

Der falsche Landeort hätte eigentlich zu großer Verwirrung führen können, die aber nicht eintrat. Zwar ließen sich die einzelnen Befehle nicht im Detail ausführen, aber Brigadegeneral Theodore Roosevelt, jr., der stellvertretende Kommandeur der 4. US-Infanteriedivision, hatte die Lage im Griff und ließ die erreichbaren starken deutschen Stellungen angreifen. So konnten die Amerikaner schnell zu den Hauptstraßen im Hinterland vorstoßen und die deutschen Truppen von dort aus angreifen.
Den Soldaten wurde nur relativ wenig Gegenwehr entgegengesetzt, so dass die Verluste von 197 Mann als niedrig bezeichnet werden konnten. Einige deutsche Artilleriestellungen beschossen die Schiffe auf See, konnten dort aber keine Schäden anrichten. Am Ende des Tages hatten mehr als 20.000 Soldaten mit 1.700 Fahrzeugen am Abschnitt Utah Beach französischen Boden erreicht.

## Museum
Das 1962 eröffnete Musée du Débarquement (Landungs-Museum) liegt an der Stelle, an der ein deutscher Bunker den Küstenabschnitt sicherte. Er konnte am Morgen des 6. Juni 1944 durch den amerikanischen Angriff zerstört werden. Insbesondere an hier beteiligte US-Truppenteile wird erinnert: die 4. US-Infanteriedivision und deren 8. Infanterieregiment, die 101. US-Luftlandedivision.
Neben einem Landungsboot und vielen kleineren mit dem Krieg zusammenhängenden Ausstellungsstücken zeigt das Museum einen der wenigen noch existierenden mittelschweren amerikanischen Bomber vom Typ Martin B-26 „Marauder“. Es wurde nach einer Erweiterung 2011 neu eröffnet.

## Sport
Utah Beach war am 2. Juli 2016 das Ziel der 1. Etappe der Tour de France 2016.